# Johann Karl Wilhelm Illiger
Johann Karl Wilhelm Illiger est un entomologiste et un zoologiste allemand, né le 19 novembre 1775 et mort le 10 mai 1813.

## Biographie
Illiger est le fils d'un marchand de Brunswick. Il se montre un élève brillant et est encouragé dans l'étude de l'histoire naturelle par Johann Hellwig (1743-1831), un célèbre entomologiste ; il deviendra d'ailleurs son gendre : il épouse en 1811 la fille aînée de son professeur.
Le comte Johann Centurius von Hoffmannsegg (1766-1849), naturaliste et grand collectionneur, remarque alors le jeune homme. Il lui confie, afin qu'il les étudie, ses collections zoologiques. Illiger continue d'étudier les insectes et fait paraître la revue Magazin für Insektenkunde de 1802 à 1807. Les recommandations de Johan Christian Fabricius (1745-1808), de l'université de Kiel, lui valent un titre de docteur honoraire en 1806. Lorsque le musée zoologique de Berlin (actuellement le musée d'histoire naturelle de Berlin) ouvre ses portes en 1810, Hoffmannsegg lui donne le poste de conservateur, fonction qu'il conservera jusqu'à sa mort prématurée.
Illiger est l'auteur de Prodromus systematis mammalium et avium (1811) qui propose une révision du système de classification de Carl von Linné. Le concept de famille venait d'être proposé par François Marie Daudin (1774-1804) en ornithologie en 1800 et Illiger l'applique aussitôt aux mammifères et aux oiseaux.

## Liste partielle des publications
- Beschreibung einiger neuer Käfer, in : Schneider's entomologisches Magazin (1794)
- Nachricht von einer in etlichten Gersten- und Haferfeldern um Braunschweig wahrscheinlich durch Insecten verursachten Verheerung, in : Brauschweigisches Magazin 50 (1795).
- Verzeichniß der Käfer Preußens. Entworfen von Johann Gottlieb Kugelann (1798)
- Die Wurmtrocknis des Harzes, in : Braunschweigisches Magazin 49-50(1798)
- Die Erdmandel, in : Braunschweigisches Magazin 2 (1799)
- Versuch einer systematischen vollständigen Terminologie für das Thierreich und Pflanzenreich (2006)
- Zusatze und Berichte zu Fabricius Systema Eleutheratorus. Magazin fur Insektenkunde 1. viii + 492 pp.(1802).
- Über die südamerikanischen Gürtelthiere, in : Wiedemann's Archiv für die Zoologie (1804).
- Die wilden Pferde in Amerika, in : Braunschweigisches Magazin 7/(1805).
- Nachricht von dem Hornvieh in Paraguay in Südamerika, in : Braunschweigisches Magazin 15-16 (1805).
- Nachlese zu den Bemerkungen, Berichtigungen und Zusatzen zu Fabricii Systema Eleutheratorum Mag. fur Insektenkunde. 6:296-317 (1807).
- Vorschlag zur Aufnahme im Fabricischen Systeme fehlender Kafergattungen. Mag. fur Insektenkunde 6:318-350 (1807).
- Prodromus Systematis Mammalium et Avium (1811).

## Espèce dédiée
- Ara d'Illiger